# Jose Rapadas
Jose Ramirez Rapadas III (ur. 12 lipca 1972 w Tondo) – filipiński duchowny katolicki, biskup Iligan od 2019.

## Życiorys

### Prezbiterat
Święcenia kapłańskie otrzymał 19 maja 1999 i został inkardynowany do diecezji Ipil. Był m.in. kanclerzem kurii, koordynatorem duszpasterstwa w diecezjalnych szkołach, dyrektorem kurialnego wydziału katechetycznego, rektorem diecezjalnego seminarium oraz wikariuszem biskupim ds. duchowieństwa.

### Episkopat
13 czerwca 2019 papież Franciszek mianował go biskupem diecezji Iligan. Sakry udzielił mu 20 sierpnia 2019 biskup Julius Tonel. 